# Hellmuth Frieser
Hellmuth Johannes Maria Frieser (* 22. August 1901 in Franzenthal, Bezirk Tetschen, Österreich-Ungarn; † 26. Januar 1988 in Erlangen) war ein deutscher Photochemiker, Verfahrenstechniker und Hochschullehrer.

## Leben und Wirken
Nach dem Schulbesuch studierte er Chemie an der Technischen Hochschule in Dresden und promovierte zum Dr.-Ing. Das Thema seiner 1930 verteidigten Dissertation lautete Untersuchungen über die Zersetzung von sauren Lösungen des Triamin-Trinitro-Kobalts im Dunkeln und im Licht. Er spezialisierte sich auf wissenschaftliche Fotografie und Kinematographie, Foto- und Kinotechnik. In den 1930er Jahren war er außerordentlicher Professor an der Technischen Hochschule in Dresden. Nach dem Zweiten Weltkrieg wurde er Leiter des Laboratoriums der Agfa AG in Leverkusen und Professor an der Technischen Hochschule München.
Er war u. a. Mitglied des Redaktionsbeirats der Fachzeitschrift „Photographische Korrespondenz“.

## Werke (Auswahl)
- Untersuchungen über die Zersetzung von sauren Lösungen des Triamin-Trinitro-Kobalts im Dunkeln und im Licht. Dresden 1930.
- Grenzen und Möglichkeiten der Photographie. Vortrag. München 1967.
- Photographische Prozesse - Reduktion von Silberbromid-Emulsionskörnern während der Entwicklung. Fernseh-Schirmbildaufnahmen im ultraroten Bereich. 1969 (Film).
- Photographische Informationsaufzeichnung. München, Wien 1975.
- Fotografic̆eskaja registracija informacii. Moskau 1978.